# Stazione di Zola Chiesa
La stazione di Zola Chiesa è una fermata ferroviaria posta sulla linea Casalecchio-Vignola gestita dalle Ferrovie Emilia Romagna. Serve il comune di Zola Predosa.

## Storia
La fermata di Zola Chiesa venne attivata con il cambio d'orario del 12 dicembre 2010. Sorge poche centinaia di metri ad ovest della vecchia fermata di Zola Predosa, risalente all'attivazione della linea (28 ottobre 1938).

## Movimento
Il servizio passeggeri è costituito dai treni della linea S2A (Bologna Centrale - Vignola) del servizio ferroviario metropolitano di Bologna, cadenzati a frequenza oraria con rinforzi semiorari nelle ore di punta.
I treni sono effettuati da Trenitalia Tper nell'ambito del contratto di servizio stipulato con la regione Emilia-Romagna.
A novembre 2019, la stazione risultava frequentata da un traffico giornaliero medio di circa 277 persone (154 saliti + 123 discesi).